# Руденський Олександр Костянтинович
Олександр Костянтинович Руденський (22 листопада 1911, Житомир — 13 жовтня 1996) — архітектор, будівельник.

## Біографія
Народився 22 листопада 1911 року в Житомирі. В 1932—1934 роках навчався в Київському будівельному робфаку, в 1934—1940 роках на архітектурному факультеті Київського інженерно-будівельного інституту.
В 1940—1943 роках — виконроб будівельних трестів наркоматів боєприпасів Новосибірська, авіаційної промисловості Києва та Омська;
В 1943—1944 роках — начальник дільниці будівельного тресту № 11 наркомату авіапромисловості Куйбишева;
В 1944—1945 роках — служба в радянській армії (сержант);
В 1945—1947 роках — архітектор Академії архітектури УРСР;
В 1947—1950 роках — архітектор інституту «Гіпросільбуду»;
В 1950—1956 роках — інженер-проектувальник «Військморпроекту» Калінінграда і Одеси;
В 1956—1959 роках — інженер будівельного відділу КДБ;
В 1959—1960 роках — архітектор інституту «Військпроекту» Київського військового округу;
В 1960—1963 роках — Головний спеціаліст Управління Держекспертизи проектів;
В 1963—1973 роках — начальник відділу Міністерства оборони СРСР, головний архітектор архітектурно-планувальної майстерні інституту «Укрземпроекту».

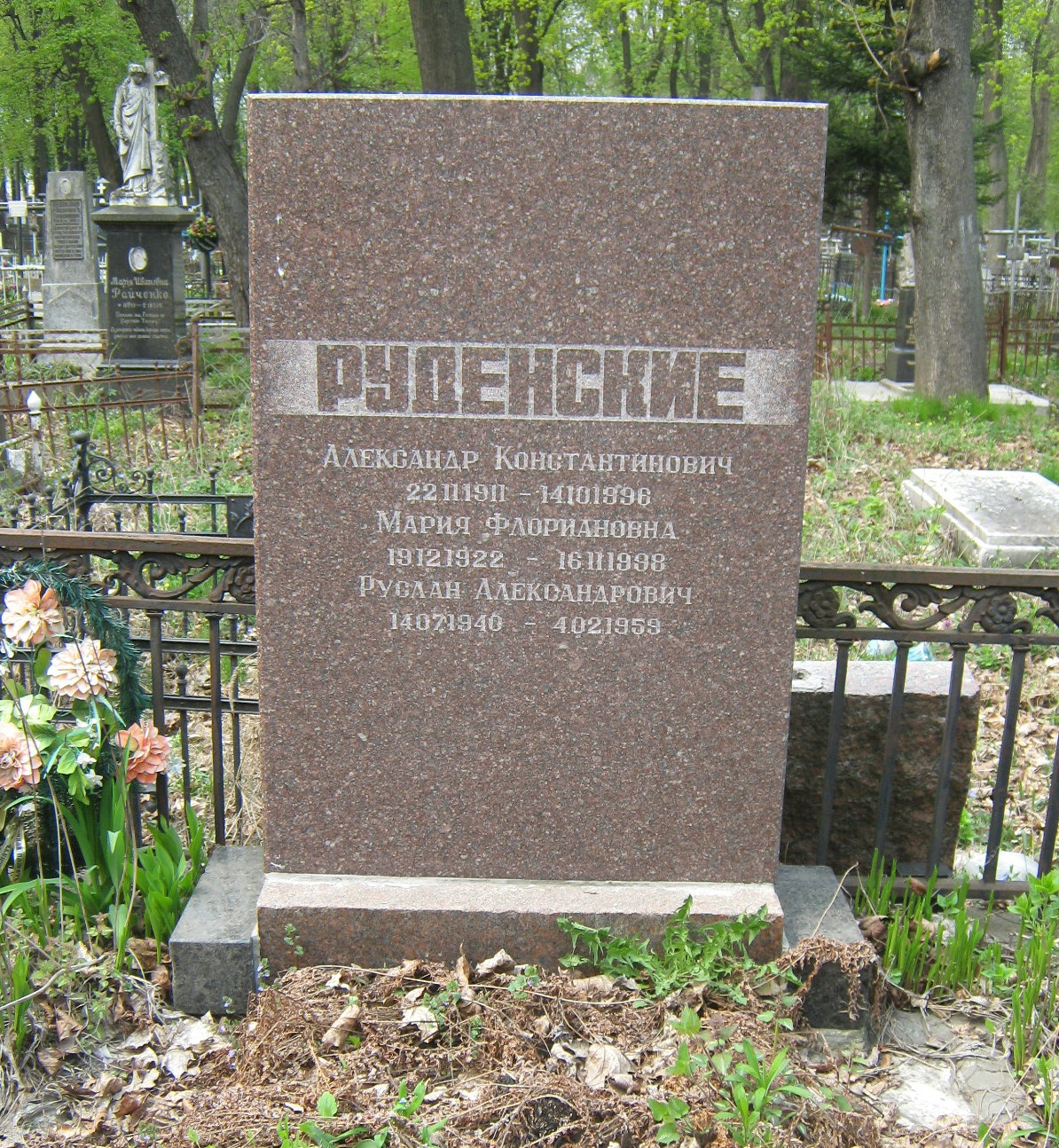
Могила Олександра Руденського

В Києві жив по вулиці Володимирській, 22, квартира 5. Помер 13 жовтня 1996 року. Похований в Києві на Лук'янівському цвинтарі (ділянка № 10, ряд 1, місце 3), поруч з родиною: дружиною Марією Флоріанівною (19.12.1922 — 16.11.1998) та сином Русланом Олександровичем (14.07.1940 — 04.02.1959). На могилі гранітна стела.

## Архітектурна діяльність
За проектами Олександра Руденського були збудовані:
- 5-ти поверховий житловий будинок на 104 квартири в Новосибірську (1940);
- електродільниці, клуб, їдальня та інші об'єкти військової дивізії № 42 (1940—1945);
- адмінбудинки, житлові будинки в Одесі (1955);
- літній кінотеатр в Миколаєві на 1 200 місць (1955).

Олександр Руденський автор ряду проектів планування ряду сіл Барського, Житомирського, Яришівського районів (1947). Йому належить понад 30 індивідуальних проектів об'ємних споруд і генпланів спеціальних промислових споруд різних міст на Чорному, Балтійському і Білому морях (1950—1956), реконструкція головного корпусу Київського військового госпіталю (1960).
Здійснив понад 400 проектів планування сіл України (1963—1973), виконав обмірні роботи з викопіровкою більшості металевих балконних парапетних і східцевих решіток, які ввійшли в книгу «Метал в архітектурі Києва» О. І. Маринченка (1945—1947).